# 배산역
배산역(Baesan station, 盃山驛)은 대한민국 부산광역시 연제구 연산동에 있는 부산 도시철도 3호선의 전철역이다.

## 역명 유래
역 이름은 인근에 위치한 배산에서 유래되었다. 배산은 산의 모양이 술잔을 엎어놓은 형상인데서 붙여진 이름이다.

## 역 구조
2면 2선의 상대식 승강장이 있는 지하역으로, 망미고개에 있는 관계로 승강장이 깊은 곳에 있다. 지하 8층에 있으며, 부산 도시철도의 역들 중에서 만덕역 다음으로 깊이가 깊은 역이다. 승강장에 완전 밀폐형 스크린도어가 설치되어 있다. 출구는 6개다.
- 반대편횡단: 가능

### 승강장
| 망미 ↑   |
| \| 상    |
| ↓ 물만골 |

| 상행 | ● 부산 도시철도 3호선 | 망미·수영 방면                |
| 하행 | ● 부산 도시철도 3호선 | 연산·미남·덕천·구포·대저 방면 |

## 역 주변
- 배산
- 망미중학교
- 연미초등학교
- 연산병원
- 연산요양병원
- 연산3동 행정복지센터
- 연산파출소
- 연산동 우체국
- 부산은행 연미지점
- 연산현대아파트

## 승차량 변동
| 노선  | 승차 인원 | 승차 인원 | 승차 인원 | 승차 인원 | 승차 인원 | 승차 인원 | 승차 인원 | 승차 인원 | 주 석 |
| 노선  | 2005년    | 2006년    | 2007년    | 2008년    | 2009년    | 2010년    | 2011년    | 2012년    | 주 석 |
| ----- | --------- | --------- | --------- | --------- | --------- | --------- | --------- | --------- | ----- |
| 3호선 | 3055      | 3707      | 3668      | 3883      | 4079      | 4213      | 4451      | 4506      | [ 2 ] |
| 노선  | 2013년    | 2014년    | 2015년    | 2016년    | 2017년    | 2018년    | 2019년    | 2020년    |       |
| 3호선 | 4582      | 4641      | 4568      | ?         | ?         | ?         | ?         | ?         | [ 2 ] |

## 인접한 역
| 부산 도시철도 3호선 | 부산 도시철도 3호선   | 부산 도시철도 3호선  |
| ------------------- | --------------------- | -------------------- |
| 302 망미 수영 방면  | ● 부산 도시철도 3호선 | 304 물만골 대저 방면 |